# Kết nối các hệ thống mở
Xem thêm các nghĩa khác tại OSI
Kết nối các hệ thống mở (tiếng Anh: Open Systems Interconnection, viết tắt là OSI) là một nỗ lực tiêu chuẩn hóa mạng máy tính do Tổ chức tiêu chuẩn hoá quốc tế (ISO), cùng với Bộ phận Tiêu chuẩn Hoá Viễn thông của ITU (ITU-T) tiến hành từ năm 1982.
Trước khi OSI ra đời, việc thiết kế mạng lưới truyền thông là hoàn toàn do những nhà kinh doanh tự phát triển và ở dưới sự khống chế của bản quyền về kỹ thuật, chẳng hạn như những tiêu chuẩn về giao thức truyền thông trong "Kiến trúc hệ thống mạng truyền thông" (System network architecture) của IBM, appletalk của Apple, netware của Novell Inc. và DECnet của Digital Equipment Corporation. OSI là một cố gắng của các tổ chức trong công nghiệp hòng giải quyết mâu thuẫn giữa các nhà kinh doanh, để tất cả có thể cùng đồng tình với một tiêu chuẩn về kỹ thuật mạng truyền thông, đồng thời tạo điều kiện cho các sản phẩm của những nhà kinh doanh khả năng liên tác (phối hợp và làm việc) với nhau (interoperability). Tại thời điểm đó, các mạng truyền thông lớn hỗ trợ nhiều bộ giao thức truyền thông (network protocol suites) khác nhau là một hiện tượng bình thường, đồng thời vấn đề nhiều thiết bị mạng không giao lưu được với nhau, vì thiếu một giao thức chung, cũng không hiếm.
Mô hình tham chiếu OSI (thuộc về thời kỳ trước khi giao thức OSI ra đời, vào năm 1977) là một tiến bộ quan trọng trong việc giảng dạy về lý thuyết mạng lưới truyền thông. Nó khuyến khích ý tưởng về một mô hình chung của giao thức tầng cấp, định nghĩa sự liên tác giữa các thiết bị và phần mềm dành cho việc kết nối mạng lưới truyền thông.
Song có ý kiến cho rằng chồng giao thức (protocol stack) của OSI đề ra quá phức tạp và bất khả thực thi. Với chủ trương sử dụng kỹ thuật "nâng cấp đồng bộ" (forklift upgrade) trong công nghệ mạng lưới truyền thông, mô hình này đòi hỏi một cách cụ thể việc huỷ bỏ toàn bộ những giao thức hiện đang sử dụng, thay thế chúng với mô hình mới, áp đặt việc thay đổi trên toàn bộ các tầng cấp của chồng giao thức. Sự đòi hỏi này gây khó khăn rất lớn cho việc thực hiện và nó bị nhiều nhà kinh doanh và người sử dụng phản kháng, là những người đã đầu tư khá nhiều trong kỹ thuật mạng lưới truyền thông. Thêm vào đó, các giao thức của OSI lại do nhiều hội đồng đóng góp, thành ra trong đó có rất nhiều yêu cầu về chức năng đối lập với nhau, tạo nên một số lượng lớn những đặc trưng phụ, không cần thiết. Vì số lượng các đặc trưng phụ quá cao, nhiều sự thực thi của các nhà kinh doanh trở nên vô dụng vì chúng không thể liên tác với nhau, biến toàn bộ năng lực cống hiến vào việc gây dựng mô hình trở nên vô dụng. Ngay cả việc chính phủ Mỹ đòi hỏi sự đồng bộ hóa tất cả các đơn đặt hàng theo tiêu chuẩn của OSI cũng không cứu vãn nổi tình thế.
Phương cách của OSI cuối cùng bị bộ giao thức TCP/IP của Internet che khuất. Tính thực dụng của TCP/IP trong liên kết mạng lưới truyền thông, cùng với hai công trình thực thi của những giao thức đã được đơn giản hóa, biến TCP/IP thành tiêu chuẩn khả thi. Chẳng hạn, dự kiến về thư điện tử (e-mail) trong tiêu chuẩn X.400 của OSI dày bằng mấy quyển sách, trong khi dự kiến về thư điện tử của Internet trong giao thức thư điện tử SMTP (Simple Mail Transfer Protocol) chỉ chiếm mấy chục trang trong RFC 2821. Dầu sao, chúng ta cũng nên để ý rằng, sau một khoảng thời gian, rất nhiều các bản dự thảo RFC, mở rộng dự kiến của giao thức SMTP trước đây, đã được thêm vào, làm cho số lượng tài liệu hoàn chỉnh của nó cũng dày lên, chiếm một độ dày bằng mấy quyển sách, tương tự.
Rất nhiều các giao thức và bản thiết kế kỹ thuật trong giao thức tầng cấp của OSI đã bị hủy bỏ, và được thay thế bằng những cái mới, trong đó có thiết bị token-bus, truyền tải gói dữ liệu CLNP, truyền tải hồ sơ FTAM, và giao thức thư điện tử X.400. Một số trong đó còn sót lại, và thường ở dưới thể dạng hết sức đơn giản. Cấu trúc thư mục (directory structure) X.500 vẫn còn được dùng khá nhiều, đại đa phần vì giao thức nguyên bản cồng kềnh của nó đã bị lột bỏ rất nhiều và hầu như được thay thế bằng LDAP (Lightweight Directory Access Protocol). Giao thức IS-IS vẫn còn tiếp tục được nhiều công ty viễn thông dùng là một giao thức định tuyến truyền tải, và nó đã được ứng dụng vào giao thức Internet. Nhiều hệ thống SONET cũ vẫn còn dùng giao thức TARP (TID Address Resolution Protocol - sử dụng CLNP và IS-IS) để phiên dịch địa chỉ (Target Identifier) của  một nút SONET nào đó. Người ta vẫn thường thấy các giao thức và thiết kế kỹ thuật của tầng cấp ISO được dùng trong các hệ thống cũ, trừ phi những hệ thống này được nâng cấp, thay thế, hoặc hủy bỏ.
Sự xụp đổ của dự án OSI năm 1996 gây những tổn thất trầm trọng đến danh tiếng và tính hợp pháp của các tổ chức tham gia, đặc biệt là ISO. Điều đáng tiếc nhất là việc những cơ quan ủng hộ OSI quá trì trệ trong việc nhận biết và thích ứng với tính ưu việt của bộ giao thức TCP/IP.

## Tham chiếu
- ISO 7498:1984 Open Systems Interconnection - Basic Reference Model